# غرومان إف-14 توم كات
إف-14 توم كات (بالإنجليزية: F-14 Tomcat)‏ مقاتلة اعتراضية أمريكية صممت لتعمل على حماية حاملات الطائرات العملاقة. وتعد أول مقاتلة أمريكية بذيل مزدوج، وتتميز هذه الطائرة البحرية، بأنها خفيفة الوزن ورشيقة وسريعة، ولها قدرة كبيرة على المناورة بسبب التصميم الفريد لأجنحتها المتحركة، وأنها ذات مدى واسع وإلكترونيات طيران متطورة، وبإمكانها الاشتراك في المعارك الجوية الليلية بوجود منظومات حديثة للتشويش والرادار. وقد خرجت آخر طائرة من الخدمة في سلاح البحرية الأمريكية في 22 سبتمبر 2006، بعد أن حلت محلها طائرة بوينغ إف/إيه-18إي/إف سوبر هورنت ولكن ما زالت إيران تحتفظ بها في الخدمة حتى الآن.

## مميزات الطائرة
يمكن للطائرة أف 14 التزود بالوقود أثناء تحليقها في الجو، كما يمكنها رصد الأهداف المعادية من على بعد 300 كيلومتر، وتحديد 20 موقعا للعدو في نفس الوقت، والتعامل معها على الفور.
طاقم الطائرة مكون من طيار وتقني مكلف بالأسلحة والرادار، يجلسان على مقعدين قابلين للانقذاف.

## المواصفات
- وحدة توليد الطاقة: محركان توربينيان مروحيان، كل منهما بقوة 16,610 رطل (73.9 ك ن)، بمعدات احتراق إضافية من إنتاج شركة جنرال إلكتريك.
- الأبعاد: الطول 18.6 متر، الارتفاع 4.8 متر، باع الجناح 19 متر.
- الوزن : فارغة 18950 كيلوجرام، وأقصى وزن عند الإقلاع 33725 كيلوجرام.
- الأداء: السرعة عند أقصى ارتفاع 2.34 ماخ (1,544 ميل, 2,485 كم/س)،. وأقصى ارتفاع للطيران 50,000 قدم (15200 متر)، ويبلغ مذى هذه الطائرة 1840 ميل، 2960 كم.
- التسليح : مدفع رشاش واحد داخلي من طراز إم-61 فولكان عيار 20 مليمتر، وله 675 قذيفة إضافة إلى 6,600 كيلوجرام من الأسلحة التي تتضمن 14 قنبلة إسقاط حر موجهة بالليزر وعنقودية، و 18 صاروخ جو-جو، وجو-أرض موجهة بالأشعة تحت الحمراء.

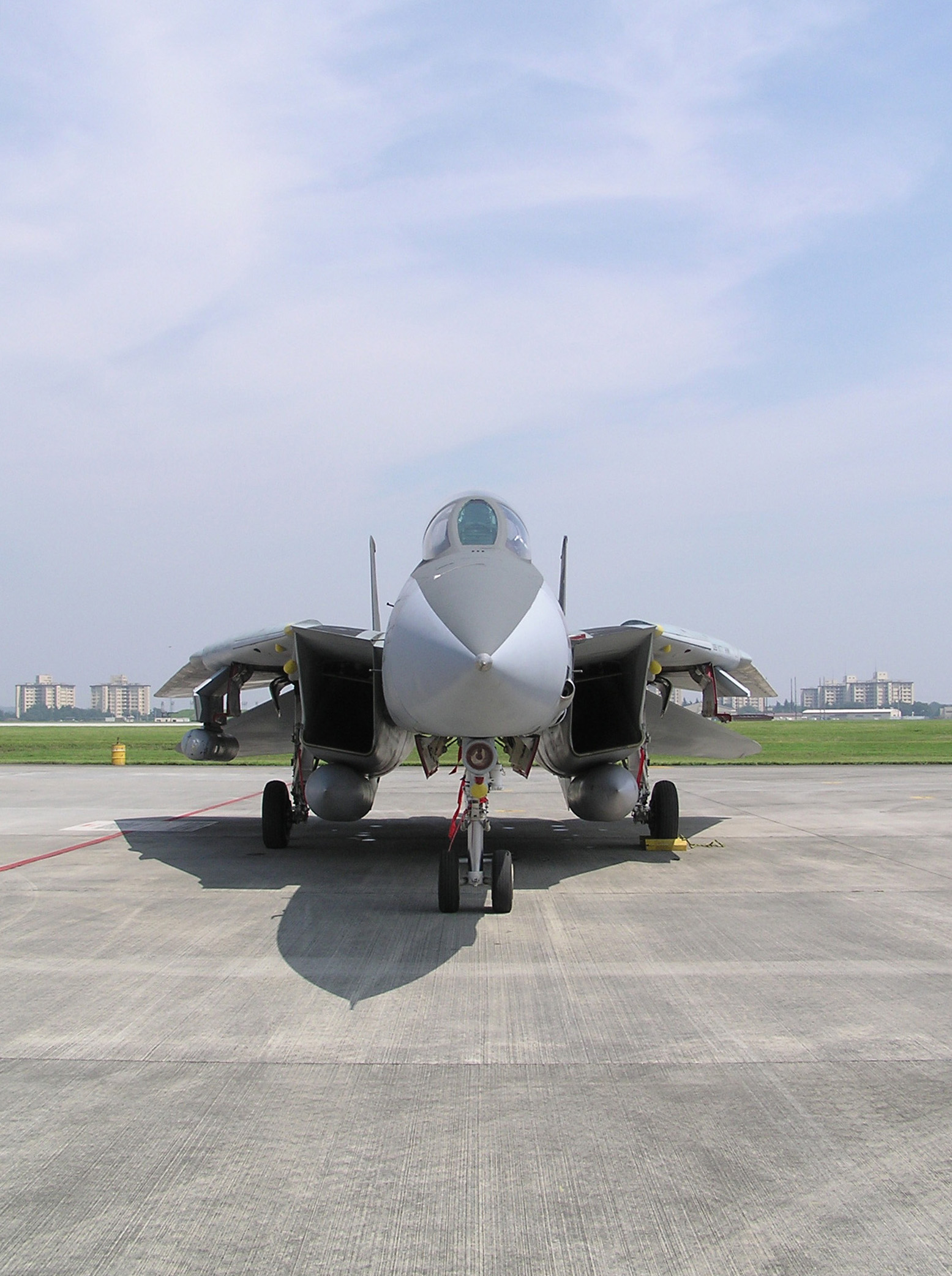
إف -14، وجهة نظر أمامية

## المشغلون
- إيران
- الولايات المتحدة (سابقاً)